# Stanwellia regia
Stanwellia regia is een spinnensoort in de taxonomische indeling van de bruine klapdeurspinnen (Nemesiidae).
Stanwellia regia werd in 1968 beschreven door Forster.